# Septos do testículo
Cada lóbulo do testículo está contido em um dos intervalos entre os septos do testículo, que são fibrosos e se estendem entre o mediastino do testículo e a túnica albugínea, e consiste de um a três ou mais tubos circulares minúsculos, os tubuli seminiferi.

## Imagens adicionais

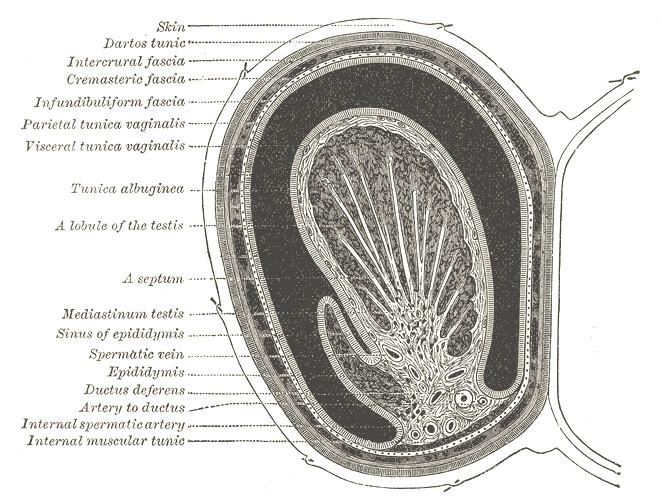
Secção transversal através do lado esquerdo do escroto e do testículo esquerdo.
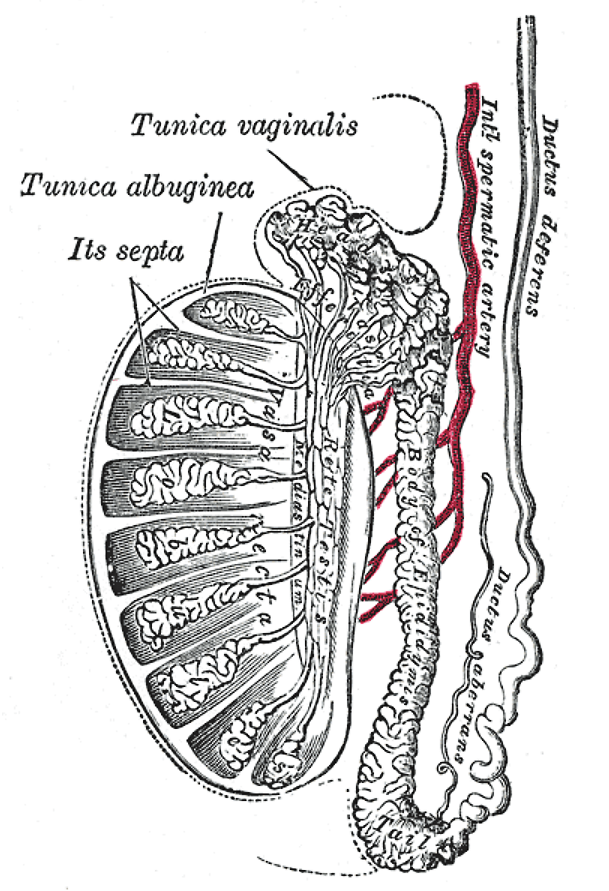
Seção vertical do testículo, para mostrar o arranjo dos dutos.